# Beli Nil
Beli Nil (arabsko النيل الأبيض, latinizirano: an-nīl al-'abyaḍ) je reka v Afriki, manjši od dveh glavnih pritokov Nila, večji je Modri Nil. Ime bel izvira iz glinene usedline, ki jo nosi voda, ki spremeni vodo v bledo barvo.
V strogem pomenu se Beli Nil nanaša na reko, ki je nastala pri jezeru No, ob sotočju rek Bahr al Jabal in Bahr el Ghazal. V širšem smislu se Beli Nil nanaša na vse odseke rek, ki tečejo od Viktorijinega jezera do združitve z Modrim Nilom: 'Viktorijski Nil' od Viktorijinega jezera preko jezera Kyoga, do Albertovega jezera, nato 'Albertov Nil' do meje z Južnim Sudanom, nato pa 'gorski Nili ali Bahr-al-Jabal navzdol do jezera No. Beli Nil lahko včasih vključuje povirje Viktorijinega jezera, od katerih je najbolj oddaljeno 3700 km od Modrega Nila.
Iskanje izvira Nila s strani Evropejcev v 19. stoletju je bilo osredotočeno predvsem na Beli Nil, ki je izginil v globinah tistega, kar je bilo takrat znano kot »Najtemnejša Afrika«.

## Potek

### Povirje
Reka Kagera, ki se izliva v Viktorijino jezero blizu tanzanijskega mesta Bukoba, je najdaljša dovodna reka Viktorijinega jezera, čeprav se viri ne strinjajo, kateri je najdaljši pritok Kagere in s tem najbolj oddaljen izvir Nila. Za izvir Nila se lahko šteje Ruvyironza, ki izvira v provinci Bururi v Burundiju (blizu Bukirasaza), ali Nyabarongo, ki teče iz gozda Nyungwe v Ruandi.
Ti dve dovodni reki se srečata blizu slapov Rusumo na meji med Ruando in Tanzanijo. Ti slapovi so znani po dogodku 28. in 29. aprila 1994, ko je 250.000 Ruandcev v 24 urah prečkalo most pri slapu Rusumo v Ngaro v Tanzaniji, kar je Visoki komisar Združenih narodov za begunce označil za »največji in najhitrejši eksodus beguncev v moderni časi«. Kagera je del meja med Ruando in Tanzanijo ter Tanzanijo in Ugando, preden se izlije v Viktorijino jezero.

### V Ugandi
Beli Nil v Ugandi teče pod imenom Viktorijin Nil od Viktorijinega jezera preko jezera Kyoga do Albertovega jezera, nato pa kot Albertov Nil od tam do meje z Južnim Sudanom.

#### Viktorijin Nil
Viktorijin Nil se začne pri izlivu Viktorijinega jezera v kraju Jinja v Ugandi, na severni obali jezera. Dolvodno od elektrarne Nalubaale in elektrarne Kiira ob izlivu iz jezera teče reka čez slapove Bujagali (lokacija elektrarne Bujagali) približno 15 km  dolvodno od Jinje. Reka nato teče proti severozahodu skozi Ugando do jezera Kyoga v središču države, od tod proti zahodu do Albertovega jezera.
Pri slapovih Karuma reka teče pod mostom Karuma (2°14′45,40″N 32°15′9,05″E) na jugovzhodnem vogalu narodnega parka Murchisonovi slapovi. Med večjim delom upora Gospodove odporniške vojske je bil most Karuma, zgrajen leta 1963 za pomoč bombažni industriji, ključna postaja na poti do Guluja, kjer so se vozila zbirala v konvojih, preden so jim zagotovili vojaško spremstvo za zadnjo vožnjo proti severu. Leta 2009 je ugandska vlada objavila načrte za izgradnjo 750-megavatne hidroelektrarne nekaj kilometrov severno od mostu, ki naj bi bil dokončan leta 2016. Svetovna banka je odobrila financiranje manjše elektrarne z močjo 200 megavatov, vendar se je Uganda odločila za večji projekt, ki ga bodo Ugandčani po potrebi financirali sami.
Tik pred vstopom v Albertovo jezero se reka pri Murchisonovih slapovih stisne v prehod, širok le sedem metrov, ki označuje njen vstop v zahodno vejo vzhodnoafriškega tektonskega jarka. Reka se nato izlije v Albertovo jezero nasproti Modrega gorovja v Demokratični republiki Kongo.
Odsek reke od jezera Kyoga do Albertovega jezera se včasih imenuje Kyoga Nil.

#### Albertov Nil
Reka, ki teče iz Albertovega jezera proti severu, se imenuje Albertov Nil. Ločuje podregijo Zahodnega Nila v Ugandi od ostale države. Most poteka čez Albert Nil blizu njegovega zaliva v okrožju Nebbi, in čez ta odsek ni bil zgrajen noben drug most. Trajekt povezuje ceste med Adjumanijem in Moyo, plovba po reki pa poteka sicer z majhnim čolnom ali kanujem.

### V Južnem Sudanu in Sudanu
Od točke, kjer reka vstopi v Južni Sudan iz Ugande, teče reka pod imenom gorski Nil. Od jezera No v Južnem Sudanu reka postane Beli Nil v najstrožjem pomenu besede in se tako nadaljuje proti severu v Sudan, kjer se konča pri sotočju z Modrim Nilom.

#### Gorski Nil
Od mesta Nimule v Južnem Sudanu, blizu meje z Ugando, postane reka znana kot gorski Nil ali Baḥr al-Jabal (tudi Baḥr el-Jebel, بحر الجبل), dobesedno gorska reka. Južnosudanska država Centralni Ekvatorij, skozi katero teče reka, je bila znana kot Bahr al-Jabal do leta 2006.
Južni odsek reke naleti na več brzic, preden doseže Sudansko nižino in obsežno močvirje Sud. Potuje do jezera No, kjer se združi z Bahr el Ghazal in tam tvori Beli Nil. Anagrantna reka, imenovana Bahr el Zeraf, priteče iz Bahr al-Jabala in teče skozi Sudd, da se na koncu pridruži Belemu Nilu. Gorski Nil se razliva skozi ozke soteske in čez vrsto brzic, ki vključuje brzice Fula (Fola).

### Pravi Beli Nil
Za nekatere ljudi se Beli Nil začne pri sotočju gorskega Nila z Bahr el Ghazal pri jezeru No.
120 kilometrov Belega Nila, ki teče vzhodno od jezera No do izliva Sobata, je zelo ravninskih in vsebuje veliko močvirij in lagun. Ko poplavlja, pritok reke Sobat nosi veliko količino usedlin, kar močno prispeva k bledi barvi Belega Nila. Od drugega mesta Južnega Sudana Malakal teče reka počasi, a brez močvirja v Sudan in proti severu do Kartuma. Dolvodno od Malakala leži Kodok, kraj incidenta v Fashodi leta 1898, ki je označil konec Boja za Afriko.
V Sudanu je reka dobila ime po sudanski državi Beli Nil, preden se združi z večjim Modrim Nilom v Kartumu in oblikuje reko Nil.

## Celinske plovne poti
Beli Nil je plovna pot od Albertovega jezera do Kartuma skozi jez Jebel Aulia, le med Jubo in Ugando je potrebna nadgradnja reke ali kanala, da bi bila plovna.
Del leta so reke plovne do Gambele v Etiopiji in Waua v Južnem Sudanu.